# کوره (گرمایش مرکزی)

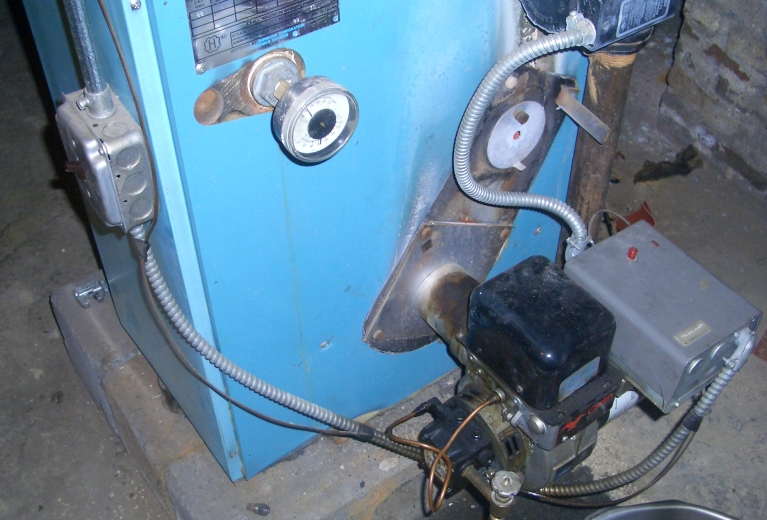
کوره نفتی

کوره که به عنوان گرم‌کن یا دیگ بخار نیز شناخته می‌شود، یک دستگاه تولید گرما است که برای گرمایش کل یا بخشی از یک ساختمان استفاده می‌شود. کوره‌ها عمدتا به عنوان یکی از اجزاء اصلی یک سیستم گرمایش مرکزی استفاده می‌شوند. کوره‌ها به طور دائمی نصب می‌شوند تا گرما را از طریق حرکت مایع میا‌نی‌ای که ممکن است هوا، بخار یا آب گرم باشد به فضای داخلی منتقل کنند. وسایل گرمایشی که از بخار یا آب گرم به عنوان سیال استفاده می‌کنند به طور معمول دیگ بخار یا دیگ آب گرم مسکونی نامیده می‌شوند. رایج ترین منبع سوخت برای کوره‌های مدرن در آمریکای شمالی و بخش زیادی از اروپا، گاز طبیعی است. دیگر منابع سوخت رایج عبارتند از: LPG (گاز نفتی میعان شده)، نفت کوره، چوب و در موارد کمیاب زغال سنگ. در برخی مناطق، از گرمایش مقاومت الکتریکی استفاده می‌شود، به ویژه در مناطقی که هزینه برق کم بوده یا قصد اصلی برای گرمایش تهویه مطبوع است. کوره‌های مدرن با بازدهی بالا می‌توانند تا ۹۸٪ بازدهی داشته باشند و بدون دودکش کار کنند درحالی که بازده یک کوره معمولی گاز حدود ۸۰٪ است. گاز و گرمای اتلافی به وسیله‌ی لوله‌های فلزی یا لوله‌های پلی‌وینیل کلرید (PVC) به صورت مکانیکی تهویه می‌شوند که این لوله‌ها می‌توانند به کنار یا سقف ساختمان تخلیه شوند. بازده سوخت یک کوره گازی در AFUE (بهره‌وری سالانه مصرف سوخت) اندازه گیری می‌شود.

## ریشه شناسی
این نام از کلمه لاتین فورناکس که به معنی فر است گرفته شده است.
کوره‌ها را می‌توان بر اساس نوع طراحی و بازده به چهار دسته کلی طبقه بندی کرد: پیش کشش طبیعی، هوای اجباری، کشش اجباری و فشرده سازی.

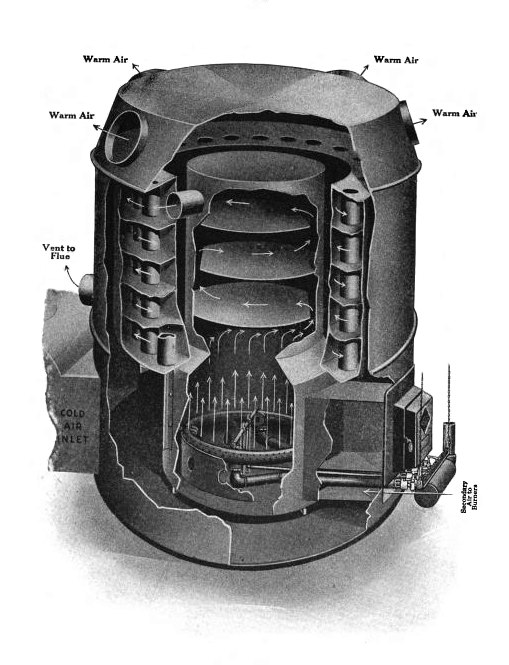
شمای کلی کوره گازی کشش طبیعی، اوایل قرن بیستم

### کشش طبیعی
دسته اول کوره‌ها، کوره‌های کشش طبیعی هستند که این کوره‌ها سوزنده جوی هستند. این کوره‌ها شامل مبدل‌های حرارتی چدنی یا فولاد پرس شده بودند که در یک پوسته بیرونی از آجر، سنگ تراشیده شده یا فولاد قرار می‌گرفتند. مبدل‌های حرارتی از طریق دودکش‌های آجری یا سنگی تخلیه می‌شدند. گردش هوا از طریق لوله‌های بزرگ چوبی یا فلزی که به سمت بالا ساخته شده بودند انجام می‌شد. لوله‌ها هوای گرم را به دریچه‌های کف یا دیوار داخل خانه هدایت می‌کردند. این روش گرمایش بر اساس پدیده همرفت کار می‌کند.
این سیستم ساده، دارای کنترل کم، یک دریچه گاز اتوماتیک بوده و هیچ دمنده‌ای نداشته است. این کوره ها می توانند با تطبیق منطقه مشعل به سادگی با هر سوختی کار کنند. آن‌ها با چوب، کوک، زغال‌سنگ، زباله، کاغذ، گاز طبیعی، سوخت و همچنین نفت نهنگ برای یک دوره کوتاه در آغاز قرن کار کرده‌اند. کوره‌هایی که از سوخت‌های جامد استفاده می‌کردند، نیاز به نگهداری روزانه برای زدودن خاکستر و "کلینکر(زباله)" که در پایین منطقه سوزان جمع شده دارند. در سال‌های بعد، این کوره‌ها با دمنده‌های الکتریکی برای کمک به توزیع هوا و سرعت حرکت گرما به خانه سازگار شدند. سیستم‌های گازی و نفتی معمولا توسط یک ترموستات در داخل خانه کنترل می‌شدند، در حالی که بیشتر کوره‌های چوبی و زغال‌سنگ هیچ اتصال الکتریکی‌ای نداشتند و با مقدار سوخت در مشعل و موقعیت دمپر هوای تازه در درب دسترسی مشعل کنترل می‌شدند.

### هوای اجباری
دسته‌ی دوم کوره‌ها، کوره هوای اجباری است که دارای مدل سوزنده جوی با یک مبدل حرارتی چدنی یا فولادی است. در طول دهه‌های ۱۹۵۰ و ۱۹۶۰، این سبک کوره برای جایگزینی سیستم‌های بزرگ و طبیعی استفاده شده و گاهی بر روی کار کانال گرانشی موجود نصب می‌شد. هوای گرم شده توسط دمنده‌ها حرکت می‌کرد که با کمربند رانده می‌شدند و برای طیف گسترده‌ای از سرعت‌ها طراحی شده بودند. این کوره‌ها در مقایسه با کوره‌های مدرن هنوز بزرگ و عظیم بودند و دارای نمای خارجی فولادی سنگین با پنل‌هایی با قابلیت برداشتن پیچ و مهره بودند. بهره‌وری انرژی از ۵۰ درصد تا ۶۵ درصد AFUE خواهد بود. این کوره سبک هنوز از دودکش‌های بزرگ، سنگ‌کاری یا آجری برای هواکش استفاده می‌کرد و در نهایت برای جای دادن سیستم‌های تهویه مطبوع طراحی شد.

### کشش اجباری
دسته سوم کوره کشش اجباری، با بازدهی متوسط دارای یک مبدل حرارتی فولادی و دمنده چند سرعته است. این کوره‌ها از نظر فیزیکی بسیار جمع و جورتر از سبک های قبلی بودند. آنها تجهیز شده به دمنده‌های هوا احتراق بودند که هوا را از میان مبدل حرارتی می‌کشیدند، که به شدت بهره‌وری سوخت افزایش یافت در حالی که اجازه می‌دهد مبدل‌های حرارتی کوچک‌تر شوند. این کوره‌ها ممکن است دارای دمنده‌های چند سرعته باشند و برای کار با سیستم‌های تهویه مطبوع مرکزی طراحی شده‌اند.

### فشرده سازی

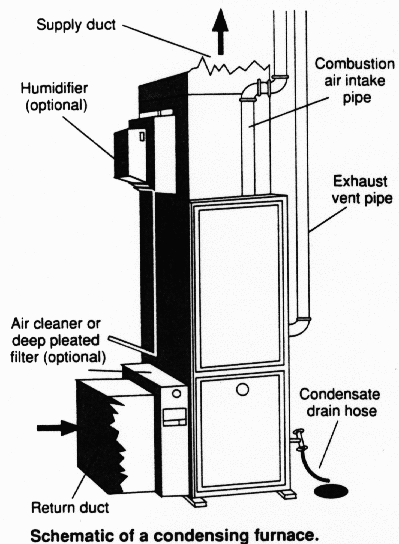
کوره فشرده ساز

دسته چهارم کوره‌ها، کوره گاز متراکم با بازده بالا است. کوره‌های گاز فشرده با بازده بالا معمولا بین ۹۰ تا ۹۸ درصد AFUE را به دست می آورند. یک کوره گاز متراکم شامل یک منطقه احتراق مهر و موم شده، محرک پیش نویس احتراق و یک مبدل حرارتی است. سود اصلی در بهره‌وری برای یک کوره گاز متراکم، در مقایسه با یک کوره هوای اجباری با بهره‌وری متوسط یا کشش اجباری، جذب گرما پنهان از گازهای خروجی در مبدل حرارتی ثانویه است. مبدل حرارتی ثانویه بیشتر انرژی گرمایی را از گاز اگزوز حذف می‌کند و در واقع بخار آب و سایر مواد شیمیایی (که یک اسید خفیف تشکیل می‌دهند) را در حین کار متراکم می‌کند. لوله‌های تهویه، که به سیستم اگزوز نیز معروف هستند، اغلب با استفاده از لوله PVC به جای لوله تهویه فلزی برای جلوگیری از خوردگی نصب می‌شوند، اما این بر اساس موقعیت جغرافیایی نصب شده و مقررات محلی متفاوت خواهد بود. محرک منتخب اجازه می‌دهد تا لوله‌های اگزوز به صورت عمودی یا افقی هدایت شوند در حالی که از ساختار خارج می‌شود. یک ترتیب نصب معمولی برای کوره‌های با بازده بالا شامل یک لوله جذب هوای تازه (ذخیره) است که هوای تازه را از خارج از خانه به واحد احتراق کوره منتقل می‌کند. به طور معمول هوای احتراق تازه در کنار اگزوز PVC در هنگام نصب هدایت شده و لوله‌ها از طریق یک دیوار کناری خانه در همان موقعیت خارج می‌شوند. کوره‌های با بازده بالا معمولا ۲۵ تا ۳۵ درصد صرفه جویی در سوخت را بیش از ۶۰ درصد کوره AFUE ارائه می‌دهند .

## انواع کنترل خروجی کوره

### تک مرحله‌ای
یک کوره تک‌مرحله‌ای فقط یک مرحله کار دارد، یا روشن یا خاموش است. این بدان معناست که نسبتا پر سر و صدا بوده، همیشه با بالاترین سرعت در حال اجرا است و همیشه گرم‎‌ترین هوا را با بالاترین سرعت پمپاژ می‌کند.
یکی از مزایای کوره تک‌مرحله‌ای معمولا هزینه نصب است. کوره‌های تک مرحله ای نسبتا ارزان هستند زیرا تکنولوژی نسبتا ساده است. با این حال، سادگی کوره‌های گاز تک‌مرحله‌ای در هزینه‌ی صدای موتور دمنده و ناکارآمدی مکانیکی است. موتورهای دمنده در این کوره‌های تک‌مرحله‌ای به طور کلی انرژی بیشتری مصرف می‌کنند زیرا صرف نظر از نیازهای گرمایش فضا، فن و موتورهای دمنده با سرعت ثابت کار می‌کنند. به دلیل عملکرد یک سرعته، یک کوره تک‌مرحله‌ای را کوره تک سرعته نیز می‌نامند.

### دو مرحله‌ای
یک کوره دو مرحله‌ای باید دو مرحله را با سرعت کامل و دو مرحله دیگر را با سرعت نیمه (یا کمتر از نصف) انجام دهد. بسته به گرمای مورد نیاز، آنها می‌توانند بیشتر اوقات با سرعت کمتری کار کنند. آن‌ها می‌توانند آلودگی صوتی کمتری داشته باشند، هوا را با سرعت کمتری حرکت دهند و دمای مورد نظر برای خانه را بهتر نگه دارند.

### تعدیل
یک کوره تعدیل کننده می‌تواند خروجی گرما و سرعت هوا را تقریبا به صورت پیوسته، بسته به گرما و دمای بیرونی مورد نیاز، تعدیل کند. این بدین معنی است که فقط تا آنجا که لازم است کار کرده و بنابراین انرژی را صرفه جویی می‌کند.

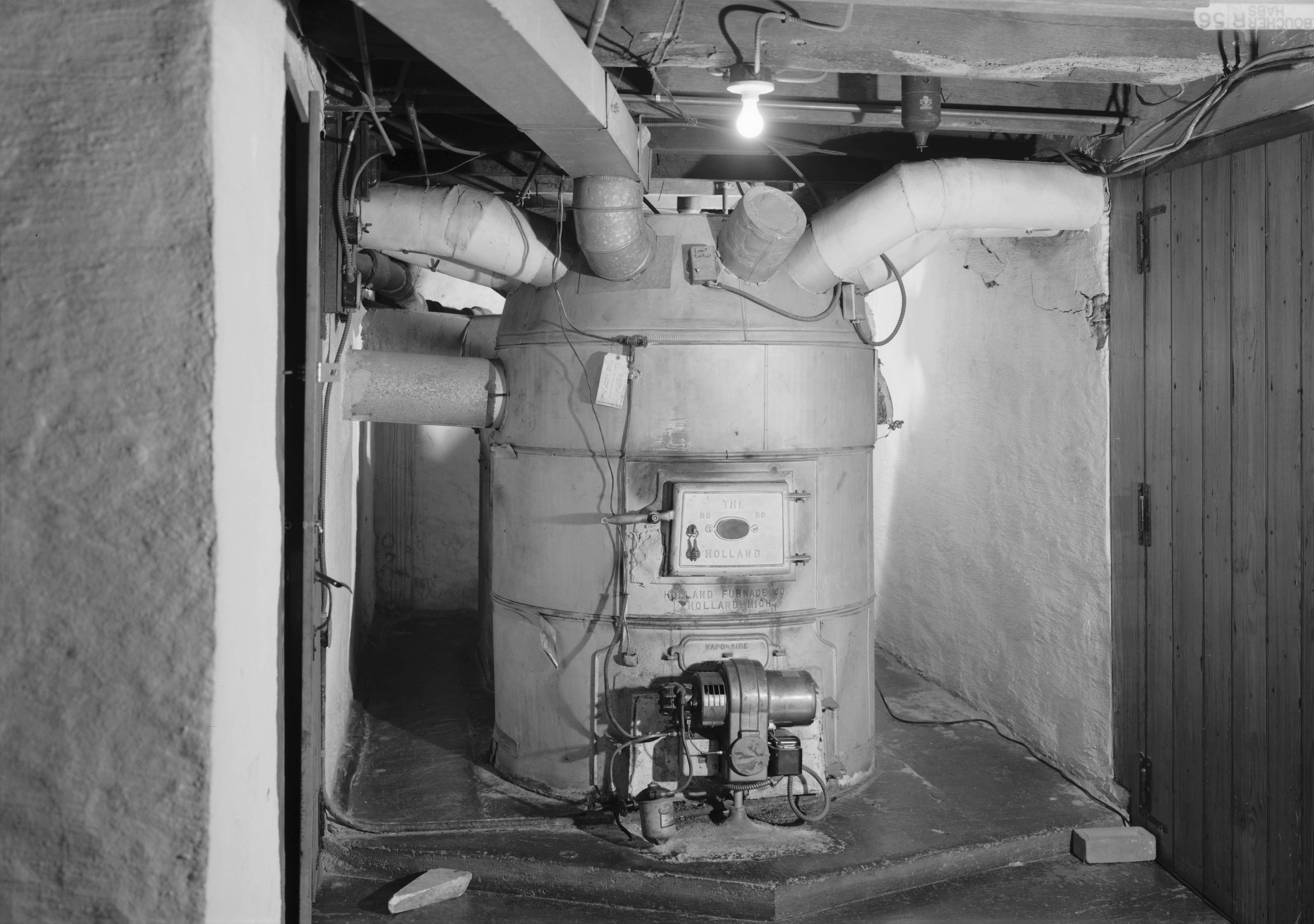
کوره "هشت پا"با مشعل روغن.

کوره گرما را از طریق یک سیستم توزیع میانی به فضای مسکونی ساختمان منتقل می‌کند. اگر توزیع از طریق آب گرم(یا سیال دیگر) یا از طریق بخار باشد، از کوره بیشتر به عنوان یک دیگ بخار نام برده می‌شود. یکی از مزایای یک دیگ بخار این است که کوره می‌تواند آب گرم را برای حمام و شستن ظروف فراهم کند، به جای نیاز به یک آبگرمکن. یکی از معایب این نوع کاربرد این است که دیگ بخار خراب می‌شود، نه آب گرم و نه آب گرم خانگی در دسترس نیست.
سیستم‌های گرمایش هوا بیش از یک قرن است که مورد استفاده قرار می‌گیرند. سیستم‌های قدیمی‌تر به یک سیستم گردش هوا منفعل متکی هستند که در آن چگالی بیشتر هوای خنک‌تر باعث می‌شود که از طریق رجیسترهای بازگشت هوا در کف، به منطقه کوره زیر فرو رود و چگالی کمتر هوای گرم باعث افزایش آن در کانال می‌شود. این دو نیرو با هم عمل می‌کنند تا گردش هوا را در سیستمی به نام "تغذیه گرانش" هدایت کنند. طرح این کوره‌های "هشت پا" و سیستم‌های کانال آن‌ها با قطرهای مختلف کانال‌های بزرگ دمپر بهینه شده است.

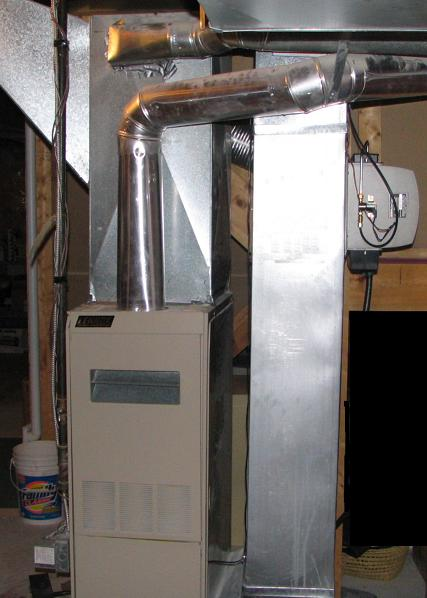
کوره گازی با هوای اجباری، طراحی در حدود ۱۹۹۱.

در مقایسه، اکثر کوره‌های مدرن "هوا گرم" معمولا از یک فن برای گردش هوا به اتاق‌های خانه و کشیدن هوای خنک‌تر به کوره برای گرم کردن مجدد استفاده می‌کنند؛ این هوای اجباری گرما نامیده می‌شود. چون فن به راحتی بر مقاومت از کانال غلبه می‌کند، ترتیب کانال‌ها می‌تواند بسیار انعطاف پذیرتر از هشت‌پا قدیمی باشد. در عمل آمریکایی، کانال‌های جداگانه هوای خنک را جمع آوری می‌کنند تا به کوره برگردانده شوند. در کوره، هوای خنک معمولا از طریق فیلتر هوا، از طریق دمنده، به داخل کوره می‌رود، سپس از طریق مبدل حرارتی کوره، به جایی که در سراسر ساختمان دمیده می‌شود می‌رود. یکی از مزایای اصلی این نوع سیستم این است که نصب آسان سیستم مرکزی تهویه مطبوع را به سادگی با اضافه کردن یک سیم‌پیچ خنک کننده در خروجی کوره نیز امکان پذیر می‌کند.
هوا از طریق لوله کشی که ممکن است از ورقه فلزی یا پلاستیک ساخته شده باشد و عایق‌بندی شده یا عایق بندی نشده باشد. مگر اینکه کانال‌ها و پلنوم با استفاده از نوار چسبنده یا فویل مهر و موم شده‌اند، این لوله احتمالا دارای نشت زیاد هوای تهویه به فضاهای بدون شرایط شده است. یکی دیگر از دلایل اتلاف انرژی نصب کانال در مناطق گرم نشده مانند اتاق‌های زیر شیروانی و فضاهای سقف است؛ یا کانال سیستم‌های تهویه مطبوع در اتاق‌های زیر‌شیروانی در آب و هوای گرم.

## جستار‌های وابسته
- مبدل حرارتی
- دیگ بخار متراکم
- تهویه مطبوع
- زغال‌سنگ